# تپه چهل بتان ۲
تپه چهل بتان ۲ در شهرستان الیگودرز، بخش بشارت، دهستان پیشکوه ذلقی، ۳۰۰ متری جنوب غربی روستای قلیان، ۲۰۰ متری جنوب غربی پاسگاه قلیان واقع شده و این اثر در تاریخ ۱۸ اسفند ۱۳۸۷ با شمارهٔ ثبت ۲۵۲۶۲ به‌عنوان یکی از آثار ملی ایران به ثبت رسیده است.